# Vlag van Rincon
De vlag van Rincon is de dorpsvlag van de Nederlandse dorp Rincon. 
Ieder jaar wordt op 30 april Dia di Rincon gevierd. Deze feestdag begint altijd om 7 uur met het hijsen van de vlag van Rincon.

## Ontwerp
Horizontale driekleur van blauw, wit en groen, met vijf witte driehoeken, en een gestileerde rode "R" op de witte baan.